# Piotr Kmieć
Piotr Kmieć (ur. 10 lutego 1904, zm. 4 kwietnia 1944) – polski rolnik, Sprawiedliwy wśród Narodów Świata, ofiara zbrodni ukraińskich nacjonalistów.

## Życiorys
Był rolnikiem, właścicielem gospodarstwa rolnego w Kuropatnikach koło Brzeżan. Z żoną Anną z d. Michalczyszyn miał córki Stefanię (ur. 1930) i Franciszkę (ur. 1933).
Podczas okupacji niemieckiej Kmieciowie ukrywali w swoim gospodarstwie Żydów. Co najmniej jedną z tych osób, Menachema Katza, Piotr znał z okresu przedwojennego. Początkowo pomoc była udzielana krótkotrwale na czas łapanek w getcie w Brzeżanach; po nich Żydzi wracali do getta. Po likwidacji getta (1943 rok) Żydzi zamieszkali na stałe u Kmieciów. Początkowo ukrywali się na strychu, a później w schronie wykopanym pod podłogą. W sumie było to osiem osób z rodzin Fogelmanów i Katzów. 
Piotr Kmieć został zamordowany przez ukraińskich nacjonalistów podczas napadu na Kuropatniki w nocy z 3 na 4 kwietnia 1944 roku. Sprawcy mordowali wówczas chłopców i mężczyzn, łącznie zabito tej nocy w Kuropatnikach od 22-25 do 34 osób. Według Jad Waszem wydarzenie to zmusiło Żydów do przeprowadzki do lasu, gdzie doczekali nadejścia Armii Czerwonej. Z kolei według strony internetowej projektu Polscy Sprawiedliwi ukrywanie było kontynuowane, nawet w trakcie kwaterowania żołnierzy niemieckich w domu Kmieciów.

## Upamiętnienie
W 1993 roku Instytut Jad Waszem pośmiertnie uhonorował Piotra Kmiecia, a także wdowę po nim, tytułami Sprawiedliwych wśród Narodów Świata. Rok później nagrodę tę otrzymały córki Piotra - Stefania Rokosz z d. Kmieć i Franciszka Rokosz z d. Kmieć.